# هاکان یاکین
خاقان یقین (ترکی استانبولی: Hakan Yakın; زاده ۲۲ فوریه ۱۹۷۷ در بازل) بازیکن سابق فوتبال اهل سوئیس است. وی یکی از بهترین مهاجمان تیم ملی فوتبال سوئیس به‌شمار می‌رود که توانست در ۸۷ بازی برای این کشور، ۲۰ گل به ثمر برساند. یقین در رقابت‌های جام ملت‌های اروپا ۲۰۰۴ و جام جهانی فوتبال ۲۰۰۶، جام ملت‌های اروپا ۲۰۰۸ و جام جهانی فوتبال ۲۰۱۰ تیم ملی فوتبال سوئیس را در پست هافبک نفوذی و فوروارد دوم همراهی کرده‌است. اصالت خانوادگی خاقان یقین از ترک‌های آناتولی می‌باشد.